# 六仙公園
六仙公園（ろくせんこうえん）は、東京都東久留米市中央町にある都立公園。2006年（平成18年）4月1日に開園。

## 区域
- エントランス広場
- 縄文の丘
- 遺跡公園
- 多目的運動広場
- かたらい広場
- 芝生不公園
- 水景施設